# Bashkim Shehu
Za ostale osobe ovoga imena i prezimena vidi Bashkim Shehu (razdvojba).
Bashkim Shehu [ˈbaʃkim ˈʃɛhu] (Peć, 3. srpnja 1952.), hrvatski skladatelj i pedagog.

## Biografija
Rodio se 3. srpnja 1952. u kosovskom gradu Peći, gdje je odrastao u dobrostojećoj obrazovanoj obitelji. Glazbom se počeo baviti kao petogodišnjak svirajući klavir i gitaru. Srednju muzičku školu završio je u Prištini, a potom na Odsjeku za kompoziciju i dirigiranje Muzičke akademije u Sarajevu diplomira 1975. u klasi profesora Miroslava Špilera. Poslije redovitog studija koristio je dvogodišnju stipendiju i specijalizirao kompoziciju, glazbene oblike i orkestraciju na Visokom nacionalnom konzervatoriju za glazbu i ples u Parizu kod profesora Tonyja Aubina, Ive Maleca i Betsy Jollas. Paralelno s tim studijima bio je uključen u istraživački rad na institutu Jeusseux u klasi Anne Castelegno, na projektu balkanskih glazbenih instrumenata.
Poslijediplomski studij završio je na Muzičkoj akademiji u Sarajevu na Odsjeku za kompoziciju (simfonijska glazba) u klasi prof. Josipa Magdića.
U Prištini radi najprije kao suradnik u Redakciji ozbiljne glazbe RTV Prištine, a od 1981. postaje suradnik i potom docent na Fakultetu umjetnosti u Prištini, gdje drži kolegije Priređivanje za ansamble, Sviranje partitura i Upoznavanje glazbala. Godine 1990. postaje posljednji dekan ovog fakulteta prije raspuštanja Univerziteta u Prištini. Sljedeće godine sudi mu se za neprijateljsku djelatnost u bivšoj Jugoslaviji. U Pulu se doseljava 1990. godine i 1991. zapošljava kao docent na Pedagoškom fakultetu u Puli.
U Puli je 1995. osnovao simfonijski orkestar te mješoviti i eksperimentalni orkestar. Pokrenuo je 1997. godine glazbeni program Pulsko ljeto, čiji je umjetnički direktor bio do 2000. godine kada je pokrenuo Histria festival, koji je uspješno djelovao 10 godina. Ovaj je festival prerastao u jedan od značajnijih glazbeno-scenskih festivala u Hrvatskoj i Europi. Dužnost direktora Histria festivala obavljao je od osnutka. Redoviti profesor na Pedagoškom fakultetu postao je 2003. godine. Do nedavno je vršio dužnost dekana Muzičke akademije u Puli.
Njegov skladateljski opus obuhvaća orkestralna, vokalno-instrumentalna i zborska djela. Sklada glazbu za filmove i drame te zabavnu glazbu za djecu i mladež.
Dobitnik je sljedećih nagrada i priznanja: Decembarska nagrada SAP Kosova (1982.), Zlatna arena (Pula, 1982.), Plaketa Boro-Ramiz (Priština, 1985.) i dr.

## Vanjske poveznice
- Shehu, Bashkim  Arhivirana inačica izvorne stranice od 7. listopada 2014. (Wayback Machine) – Sveučilište Jurja Dobrile u Puli
- Shehu, Bashkim – Hrvatsko društvo skladatelja
- baza podataka djela Bashkima Shehua